# Sorex sinalis
Sorex sinalis е вид бозайник от семейство Земеровкови (Soricidae).

## Разпространение
Видът е разпространен в Китай (Гансу, Съчуан и Шънси).